# Ronald Colby
Ronald „Ron“ Blake Colby (* 1944) ist ein US-amerikanischer Schauspieler, Regisseur, Filmproduzent und Produktionsleiter.

## Leben
Colby begann seine Karriere 1966 als Schauspieler in einer kleinen Nebenrolle in Francis Ford Coppolas Filmkomödie Big Boy, jetzt wirst Du ein Mann!, aus der sich eine langjährige Zusammenarbeit entwickelte. Zwei Jahre später spielte er die Rolle des Buzz Collins in Coppolas Musical Der goldene Regenbogen, war jedoch zusätzlich mit der Dialogüberwachung betraut. Bei den Dreharbeiten lernte er George Lucas kennen, der als Regieassistenz arbeitete. Bei seiner nächsten Zusammenarbeit mit Coppola, Liebe niemals einen Fremden, fungierte er als Aufnahmeleiter. 1971 leitete er das Casting für Lucas’ Science-Fiction-Film THX 1138, der von Coppola produziert wurde.
Colby war in der Folge in verschiedenen Funktionen im Filmgeschäft tätig, er arbeitete als Locationscout für Der Pate – Teil II, war Aufnahmeleiter bei Hair, produzierte das Making-of zu Einer mit Herz und war Regieassistent einiger Folgen der Fernsehserie Hunter. Als Ausführender Produzent war er unter anderem an Ist sie nicht wunderbar? und She’s Having a Baby beteiligt, als Produktionsleiter an Der Exorzist III und er assistierte Roger Spottiswoode bei Stop! Oder meine Mami schießt!. Seit 2007 produziert er überwiegend Dokumentarfilme, von denen bisher zwei auf Filmfestivals ausgezeichnet wurden, beispielsweise Pirate for the Sea (2008) über den Umweltaktivisten Paul Watson.

## Filmografie (Auswahl)

### Produktion
- 1969: Liebe niemals einen Fremden (The Rain People)
- 1982: Hammett (auch Produktionsleitung, Regieassistenz)
- 1987: Ist sie nicht wunderbar? (Some Kind of Wonderful) (auch Produktionsleitung)
- 1988: She’s Having a Baby (auch Produktionsleitung)
- 1990: Stimme des Todes (Lisa) (auch Produktionsleitung)
- 1996: Die Glut der Gewalt (Harvest of Fire) (auch Produktionsleitung)
- 2006: Material Girls (auch Produktionsleitung)
- 2007: Jones Beach Boys (auch Regie, Drehbuch)
- 2008: Pirate for the Sea

### Produktionsleitung
- 1983: Die Outsider (The Outsiders)
- 1990: Der Exorzist III (The Exorcist III)
- 1990: Starfire (Solar Crisis)
- 2004: Girls United Again (Bring It On Again)

### Regieassistenz
- 1985: Hunter (Fernsehserie, 3 Folgen)
- 1992: Stop! Oder meine Mami schießt! (Stop! Or My Mom Will Shoot)
- 1995: Die Augen meines Vaters (Redwood Curtain)
- 1996: Ihre einzige Chance (Her Last Chance)
- 1997: Ein Hauch von Himmel (Touched By An Angel, Fernsehserie, 1 Folge)

### Darstellung
- 1966: Big Boy, jetzt wirst Du ein Mann! (You’re a Big Boy Now)
- 1968: Der goldene Regenbogen (Finian’s Rainbow)
- 1983: Die Outsider (The Outsiders)

## Auszeichnungen
- 2007: Jury Award der Long Island International Film Expo (Big Fish Film Festival) für Jones Beach Boys[4]
- 2009: BIFF Award für Pirate for the Sea[5][2]
- 2010: CIFF Award Best Environmental Film für Pirate for the Sea[6]